# Кошелев, Алексей Тимофеевич
Ко́шелев Алексе ́й Тимофе ́евич (3 ноября 1937, Ленинград, СССР — 17 января 2018, Краснодар, Россия) — известный российский учёный-нефтяник, доктор технических наук, профессор. Один из основателей отечественной школы научных исследований в области ремонтно-изоляционных работ при бурении, освоении и эксплуатации нефтяных скважин.

## Родители
- Мать — Лисичкина А. М., уроженка хутора Глинский Чериковского уезда Могилёвской губернии, выпускница Первого Ленинградского медицинского института им. академика И. П. Павлова, врач акушер-гинеколог, заслуженный врач Азербайджана.
- Отец — Кошелев Т. С., уроженец деревни Рынковка Чериковского уезда Могилёвской губернии, сотрудник органов госбезопасности.

## Биография
В 1954 году А. Т. Кошелев окончил среднюю железнодорожную школу № 17 МПС СССР в г. Кюрдамир (Азербайджан).
- Трудовой путь начал в 1959 г. рабочим буровой партии треста «Ордженикидзенефть» производственного объединения «Азнефть» на старейшем нефтяном промысле Саруханы. Последовательно трудился в качестве помощника бурильщика, бурильщика, начальника участка цеха капитального ремонта скважин.
- В 1961 г. окончил нефтепромысловый факультет Азербайджанского ордена Трудового Красного Знамени института нефти и химии им. М. Азизбекова (г. Баку) по специальности «горный инженер». Дипломный проект: «Проводка скважин в районе Говсаны с разработкой вопроса автоматизации процесса бурения и спуско-подвесных операций». Оставаясь производственником, поступил в заочную аспирантуру АзИНЕФТЕХИМа.
- В 1971 г. по приглашению директора Всесоюзного научно-исследовательского института по креплению скважин и буровым растворам Миннефтепрома СССР А. И. Булатова, перешел на работу в ВНИИКРнефть (г. Краснодар).

Заведующий сектором лаборатории повторного цементирования скважин. В этот период под его руководством были разработаны и внедрены новые методы инженерных расчётов при формировании и ремонте крепи скважин, эффективные технологии ремонтно-изоляционных работ и методики прогнозирования их результатов, отремонтированы сотни скважин в различных районах СССР.
Учёный-практик. 250 дней в году проводил в командировках в Западной Сибири. Наряду с начальником нефтегазодобывающего управления «Нижневартовскнефть» Р. И. Кузоваткиным и заместителем начальника «Главтюменнефтегаза» по бурению М. Н. Сафиуллиным нёс персональную ответственность за состояние первых скважин крупнейшего в мире Самотлорского месторождения нефти, организовал проведение аварийно-ремонтных работ с использованием новейших тампонажных материалов.
- В 1970-х — первой половине 80-х г.г. — заведующий лабораторией оценки и управления качеством крепления скважин ВНИИКРнефть, куратор ремонтных работ на Усть-Балыкском, Правдинском, Фёдоровском, Талинском, Ем-Ёговском, Каменном, Северо-Варьеганском, Бахиловском, Северо-Хохряковском, Муравленковском, Вынгапуровском, Суторминском, Тарасовском и других крупных месторождениях нефти. Работал совместно с выдающимися учёными и организаторами отрасли — В. П. Муравленко, Ю. Б. Фаиным, В. Ю. Филоновским-Зеньковым, Б. А. Никитиным, Ю. В. Вершининым, М. О. Кристом, легендарными буровыми мастерами Г. М. Левиным и А. В. Усольцевым.
- В 1975 г. защитил кандидатскую диссертацию по теме «Совершенствование технологии повторного цементирования в нефтяных и газовых скважинах», решением диссертационного совета Тюменского индустриального института от 27 февраля 1975 г. ему присуждена учёная степень кандидата технических наук.
- В 1978 г. решением ВАК при Совете Министров СССР от 31 мая 1978 г. присвоено ученое звание старшего научного сотрудника по специальности «бурение нефтяных и газовых скважин».
- В 1986 г. по приглашению генерального директора производственного объединения «Сургутнефтегаз» В. Л. Богданова перешел на работу во вновь созданный Сургутский научно-исследовательский и проектный институт («СургутНИПИнефть», Ханты-Мансийский автономный округ) на должность заместителя директора по научной работе в области бурения нефтяных и газовых скважин. Комплектовал подразделения бурения в Сургуте и Нефтеюганске, сформулировал основные принципы и направления корпоративной научно-технической политики.
- В 1988 г. по приглашению заместителя министра нефтяной и газовой промышленности СССР — начальника Главного Тюменского производственного управления по нефтяной и газовой промышленности («Главтюменнефтегаз») В. И. Грайфера перешел на работу заместителем генерального директора Сибирского научно-исследовательского института нефтяной промышленности («СибНИИНП», г. Тюмень) по научной работе в области бурения.

Под его непосредственным руководством институтом были проведены масштабные наукоёмкие исследования, переработаны технологические регламенты на проектирование по всему циклу разработки и строительства месторождений и скважин. До середины 1990-х г.г. практически вся нефть Западной Сибири добывалась по проектам, подготовленным учеными СибНИИНП.
- В 1993 г. защитил докторскую диссертацию по теме «Научное обоснование, разработка и внедрение методов повышения работоспособности крепи скважин», решением ВАК при Совете Министров СССР от 11 июня 1993 г. ему присуждена учёная степень доктора технических наук.
- С 1993 г. по приглашению генерального директора научно-производственного объединения по термическим методам добычи нефти «Союзтермнефть» (г. Краснодар) Ф. Г. Аржанова перешел на работу в качестве заместителя генерального директора объединения по науке и внедрению разработок на Крайнем Севере. Впоследствии назначен главным инженером, первым заместителем генерального директора ОАО «Роснефть-Термнефть» по научно-производственной работе.
- С 2005 г. по 2007 г. — советник генерального директора ОАО "Нефтяная компания «Роснефть-Краснодарнефтегаз» по научно-техническим вопросам. Курировал научно-исследовательские и опытно-конструкторские разработки, внедрение новой техники, работу с молодыми специалистами.
- 12 ноября 1999 г. решением ВАК Министерства образования РФ № 38пс/1 Кошелеву А. Т. присвоено ученое звание профессора по специальности «бурение скважин».
- С 1988 по 1992 г.г. — председатель Государственной экзаменационной комиссии, с 1989 г. — профессор кафедры бурения, член диссертационного совета Тюменского государственного нефтегазового университета.
- С 1993 г. — профессор кафедры нефтегазового промысла Института нефти, газа, энергетики и безопасности Кубанского государственного технологического университета, член Специализированного совета по защитам докторских диссертаций.
- С 2008 г. — член диссертационного совета при Научном центре нелинейной волновой механики и технологии Российской Академии наук (НТЦ НВМТ РАН).
- С 2000 г. — член Экспертного совета по проблемам нефти и газа при Высшей аттестационной комиссии Министерства образования и науки Российской Федерации.

## Факты
- Автор более 250 патентов, авторских свидетельств на изобретения, брошюр, научных статей, монографий. Среди них (в соавторстве): «Ремонтно-изоляционные работы при бурении нефтяных и газовых скважин» авт. Аветисов А. Г., Кошелев А. Т., Крылов В. И., Москва, «Недра», 1981, с. 215 (УДК 622.276.7:622.245.43); «Повторное цементирование при строительстве и эксплуатации скважин» авт. Серенко И. А., Сидоров Н. А., Кошелев А. Т., Москва, «Недра», 1988, с. 263 (ISBN 5-247-00044-7).

По оценке академика Булатова:
Кошелев – человек чести, чистоплотный исследователь со своим почерком, профессионал высшего класса, законодатель мод в области ремонта скважин. Он относится к редкому, можно сказать вымирающему теперь типу людей, он - личность.
Как научный руководитель и консультант подготовил десятки кандидатов и докторов наук.
Отличник нефтяной промышленности СССР (1981 г.), заслуженный работник нефтяной и газовой промышленности России (1997 г.), почётный нефтяник России (2008 г.), ветеран труда, член редколлегии научно-технического журнала «Строительство нефтяных и газовых скважин на суше и на море».